# Kraljevina Italija
Kraljevina Italija je bila država, ki je nastala z združitvijo Italije leta 1861 in je bila z referendumom ukinjena leta 1946, ko jo je nasledila Republika Italija.

## Starejša zgodovina
Italijansko kraljestvo so se imenovale razne države, ki so si sledile na Apeninskem polotoku in ki so izvoljevale kralje Italije. Danes se nobeni od teh (razen Savojski med letoma 1861 in 1946) ne priznava naziv kraljevina Italija, ker jih niso ustanovili avtohtoni prebivalci polotoka, temveč osvajalci, zato niso Italija, in večkrat niso niti kraljevina:
- Odoakrova vladavina je nastopila leta 476 z odstavitvijo zadnjega rimskega cesarja. Odoaker je poslal cesarske insignije v Bizanc in se tako priznal za podrejenega Vzhodnemu Rimskemu cesarstvu. Čeprav so ga njegovi vojaki imenovali rex Italiae, ni nikoli prišlo do formalne ustanovitve kraljevine.
- Tudi po njegovi smrti (493), ko so oblast prevzeli Ostrogoti, so ostali formalni vladarji Italije Bizantinci, ki so leta 553 celo nastopili z vojsko na italijanskih tleh. Ves Apeninski polotok s tremi sredozemskimi otoki vred je ostal pod Bizantinci do leta 568, ko se je začelo vojaško prodiranje Langobardov.
- Langobardsko kraljestvo (568-774) je bila velika država, ki si je delila Apeninski polotok z Bizantinci; po letu 750 so Langobardi zasegli skoraj ves polotok, bizantinska posestva so se omejila na Rim z okolico, Sardinijo, Sicilijo in skrajni jug polotoka.[1]
- Langobarde je premagal Karel Veliki, ki je imenoval sina Pipina za kralja Italije. Naslov je v Svetem rimskem cesarstvu ostal deden, čeprav o Italijanskem kraljestvu uradno ni bilo več govora.
- Naslednje leto po tem, ko se je Napoleon okronal za kralja Francozov (1804), se je okronal tudi za kralja Italijanskega kraljestva. Tako sta bila začasno (do propada Svetega Rimskega cesarstva leta 1806) dva italijanska kralja, Franc I. Habsburško-Lotarinški in Napoleon. Njuno kraljestvo je bilo samo politični pojem in je prenehalo obstajati leta 1814 z Napoleonovim odstopom.

## Ustanovitev kraljevine
Leta 1847 je Karel Albert, kralj Sardinije, uradno priključil kraljevini vsa posestva Savojske dinastije, ki so se nahajala v Savoji, Piemontu in Liguriji. Dejansko je bilo obratno: Sardinija je postala sestavni del Savojskih posesti, saj je s priključitvijo popolnoma izgubila pravno in administrativno neodvisnost. Ostalo je le ime, najbolj vidna komponenta združitve: ogromno ozemlje se je imenovalo Kraljevina Sardinija.
Zedinjenje Italije je v bistvu pomenilo priključitev raznih držav in državic, ki so se nahajale na Apeninskem polotoku, Kraljevini Sardiniji. Z osvojitvijo Kraljevine Dveh Sicilij in dobrega dela Papeške države in po plebiscitih, ki so ji dodelili Toskano, je Sardinija leta 1861 zavladala skoraj celotnemu polotoku in se preimenovala v Kraljevino Italijo.

## Politična ureditev
Kraljevina Italija je bila ustavna monarhija, ki je slonela na Albertinski ustavi iz leta 1848. Na čelu države je bil kralj, ki je predstavljal zakonodajno, sodno in izvršilno oblast. Kralj je imenoval vlado, ki je bila odgovorna samo njemu in ne parlamentu. Imel je zadnjo besedo v zunanji politiki in pri imenovanju vojaških ministrov. Prvi kralj je bil Viktor Emanuel II., ministrski predsednik je bil Cavour.
Za Albertinsko ustavo je značilno, da je "kratka in jedrnata". Lahko bi rekli, da so ustavni zakoni le nekakšne nepreklicne smernice, po katerih naj se specifična zakonodaja ravna. Prav to je tista velika prednost Albertinske ustave, ki je dovolila, da se zakonodaja naslednjih desetletij vse do danes opira nanjo in ni podvržena vplivu neitalijanskih ustavnih zakonov. Zaradi ustavne fleksibilnosti je Kraljevina Italija postopoma prešla iz ustavne monarhije na parlamentarno monarhijo.

## Gospodarstvo
Kraljevina Italija je bila po razsežnosti in naseljenosti med največjimi evropskimi državami, saj je 22 milijonov ljudi poseljevalo 259.320 km². Vendar ji to še ni zagotavljalo pomembnosti v mednarodnih odnosih, ker je bila ekonomsko in politično nerazvita: gospodarske, socialne in kulturne razlike, ki jih je podedovala ob ustanovitvi, so bile velika zapreka za unitarno politiko. Poleg industrializiranih predelov, ki so se naglo razvijali predvsem v velikih mestih, so bila v državi zelo obsežna kmetijska območja z nesodobnim gospodarjenjem, ki ni sprejemalo sprememb. Z namenom, da se uvede po vsej državi enotna gospodarska politika, je bila zakonodaja bivše Kraljevine Sardinije sprejeta za celotno Italijo, pri čemer ni bilo dovolj upoštevano dejstvo, da kmetijstvo južnih predelov ni moglo vzdržati standardov severnih pokrajin. Odpor kmečkega prebivalstva se je kmalu pokazal z gverilskimi akcijami in nato z razbojništvom, ki je za vedno zaznamovalo italijanski jug.
Moderni raziskovalci so prišli do nekaterih presenetljivih zaključkov v zvezi z italijanskim BDP od zedinjenja dalje. Najpomembnejši podatki so trije: v trenutku zedinjenja ni bilo večjih razlik med severnim BDP in južnim; razhajanje sever-jug se je začelo z modernizacijo industrije okoli leta 1880 in je raslo vse do prve svetovne vojne; razlike so se poglobile v času fašizma. To grobo poenostavljenje zgodovinskih podatkov je najbolj zgovoren opis gospodarstva Kraljevine Italije.

## Politika 1861-1914
Ob nastanku je Italija podedovala več težkih problemov, ki so bili na primer standardizacija zakonodaje, pomanjkanje državnih rezerv, uvedba enotne valute, nepismenost in revščina prebivalstva, splošno pomanjkanje infrastrukture. Kmalu se je pojavil še "južni problem" (questione meridionale) zaradi gospodarskega razhajanja sever-jug. Posebnega pomena je bil tudi "rimski problem" (questione romana), to je nerešeno teritorialno vprašanje s Papeško državo, ki je povzročilo odločno nasprotovanje vladi s strani italijanskega klera.
Prva italijanska vlada je bila sestavljena iz bogatih meščanov in zemljiških posestnikov, ki so se lotili reševanja problemov z višanjem davkov. Leta 1876  je bila vlada odpoklicana, in sicer ne od kralja, temveč prvič v zgodovini od parlamenta. Nastopila je levičarska vlada, ki je mejnik v italijanski politiki, tudi zaradi kraljeve smrti leta 1878. Pod naslednikom Umbertom I. je vlada Depretis trenutno prezrla probleme državne bilance in se posvetila demokratizaciji. Veliko investicij je bilo naloženih v javno šolstvo, modernizacijo infrastruktur in podporo industriji. Po tragični izkušnji z epidemijo kolere 1884-1885, ki je zahtevala skoraj 18 tisoč žrtev, je vlada Crispi ustanovila pri notranjem ministrstvu Urad za javno zdravstvo, s čimer so zdravniki nadomestili administrativne kadre. Zakon iz leta 1888 je utemeljil načelo, po katerem je država odgovorna za zdravje svojih državljanov.
Od leta 1901 so si sledile vlade pod predsedstvom Giolittija, ki so uvedle več novosti, predvsem socialnega značaja. Izdanih je bilo več zakonov o zaščiti dela, volilna pravica je bila razširjena na vse moško prebivalstvo, podržavljene so bile železnice in zavarovalnice. Državni dolgovi so se znižali, infrastrukture so bile modernizirane, industrija se je razvila. Tudi Italija je doživljala svojo Belle Epoque.

## Kolonialna politika
Od samega začetka si je Italija prizadevala razširiti svoje ozemlje na prekomorske dežele, kot je bilo sicer tedaj splošno v navadi. Po nekaj neuspelih poskusih ji je leta 1882 uspelo pridobiti Asabski zaliv in po umiku Egipčanov iz Afriškega roga je sporazum z Angleži dovolil zasedbo Massaue. Od leta 1890 se je ozemlje imenovalo Kolonija Eritreja. Prodiranje Italije proti notranjosti Afrike se je postopoma nadaljevalo. Leta 1905 je bila proglašena kolonija Somalija. Za pridobitev Libije je Italija nastopila proti Osmanskemu cesarstvu, vendar ji je uspelo kolonizirati le njene obrobne dele; samo po prvi svetovni vojni so bili dodeljeni Italiji večji deli današnje Libije. Podobno se je zgodilo z Egejskimi otoki, ki so bili pod italijansko zasedbo le od 1912. do 1915., vendar jih je Italija neformalno obdržala do leta 1923.

## Prva svetovna vojna
Kraljevina Italija je bila zvezana z Avstro-Ogrsko in Nemčijo, da v primeru napada na eno od treh skupno nastopijo proti agresorju (trojna zveza). Ker sta zaveznici začeli prvo svetovno vojno kot napadalki, torej ni šlo za obrambo, je Italija sprva ostala nevtralna. V vojno je stopila po enem letu, in sicer na strani nasprotnega bloka, antante (Rusija, Francija in Združeno kraljestvo), ki je obljubil Italiji precejšnjo ozemeljsko razširitev v slučaju zmage. Zadevni sporazum je bil, po navadah tiste dobe, tajen in ga je za Italijo podpisal predstavnik vlade, brez predhodnega posvetovanja s parlamentom. Za nekatere zgodovinarje  je bil to prvi korak v smeri avtoritarizma, ki je bil značilen za fašizem.
Italija je z vojno pridobila nekatera ozemlja, a te pridobitve so jo drago stale. Umrlo je skupno 1.240.000 ljudi, to je 3,5 % celotnega prebivalstva. Kmetijstvo je bilo prikrajšano za delovno silo in veliko družin, ki se jim fantje niso povrnili s fronte, ni moglo obdelovati svojih posestev in je obubožalo. Niso bili veliko na boljšem niti meščani, saj se je življenjski standard podražil za 450 %. Vrednost lire se je močno znižala in državne blagajne so bile blizu ničle. Industrija ni imela surovin in je le s težavo prehajala iz vojne proizvodnje na normalno. Maloštevilna elita, ki je vojna ni preveč prizadela, ni investirala svojih kapitalov, ker je pričakovala socialno vstajo prebivalstva zaradi splošne stiske, po ruskem zgledu.

## Fašistični režim (1922–1943)
Splošnemu nezadovoljstvu se je pridružila zagrenjenost bivših bojevnikov, ki so videli v mirovni pogodbi samo delno priznanje njihovega sodelovanja: propaganda o okrnjeni zmagi se je hitro širila med izčrpanim ljudstvom. Bivši arditi (pripadniki specializiranih jurišnih čet) so se organizirali v protestne skupine.
V tem vzdušju in s temi ljudmi je marca 1919 Benito Mussolini ustanovil prvi bojni fašjo (fascio di combattimento) pod simboli arditov: črne srajce in okostje lobanje. Mussolini je s politiko in s silo dosegal vedno višje položaje. Ko so ugledni politiki tiste dobe (Ivanoe Bonomi, Antonio Salandra, Vittorio Emanuele Orlando) zahtevali od kralja, naj odstavi Mussolinija, je Viktor Emanuel III. odgovoril: "Gluh sem in slep. Moje oči in moja ušesa sta poslanska zbornica in senat."  V odgovor je 3. januarja 1925 Mussolini imel govor v poslanski zbornici, s katerim je prevzel nase vso odgovornost za nerede črnosrajčnikov, pa tudi za celotno trenutno in bodočo politiko države. Proglašena je bila diktatura.
Gledano iz zgodovinskega stališča, Mussolinijeva diktatura ni bila popolnoma negativna. V prvih letih je morala država premostiti težko ekonomsko krizo in "železna roka" diktature je veliko pripomogla k splošnemu izboljšanju življenjskih pogojev, kakor tudi pri razvoju industrije in infrastrukture . Dolgoletni "rimski problem" je bil rešen z Lateranskimi sporazumi z Vatikanom. Prvič v zgodovini se je država postavila po robu mafiji in jo tudi delno onesposobila, vendar ni bila docela uspešna zaradi nerazumevanja med policijo in prebivalstvom, ki je bilo večkrat po krivem osumljeno in kaznovano. Obsežna ozemlja so bila bonificirana, največje od teh je bilo Agro pontino, na katerem so bila zgrajena razna mesta, na primer Latina . Nastala je UNI, ki jo danes priznava tudi Evropska Unija in ki je zadolžena za normo in standardizacijo v industriji, trgovini in uslugah. Državno pravo je bilo obnovljeno z izpopolnitvijo kazenskega in civilnega kodeksa, z doprinosom liberalnih popravkov, ki sploh ne odražajo totalitarne miselnosti svojega časa: danes se italijansko pravo uvršča v sam vrh svetovno najpomembnejših pravnih sistemov.
Seveda vse to ne odtehta negativnih strani fašizma, predvsem kolonialne politike in sodelovanja v mnogih vojnah, kar ni prineslo državi nobene koristi. Zbližanje Hitlerjevi Nemčiji in antisemitizem sta bili zadnji veliki napaki Kraljevine Italije. Po vstopu v drugo svetovno vojno leta 1940 in prvih neuspehih je bil Mussolini razrešen dolžnosti in aretiran.
Kralj je skušal uvesti pogajanja za predajo, a zavezniki ga niso upoštevali in so enostransko zaukazali prenehanje sovražnosti. Kraljevina Italija je bila poražena in s kraljevim odhodom je 9. septembra 1943 ostala le ozemlje pod zavezniško okupacijo. Uradno je nehala obstajati 18. junija 1946, ko je Kasacijsko sodišče razglasilo veljavnost referenduma z zavrnitvijo predlaganih prizivov. Nasledila jo je Republika Italija.